# 1991 في السعودية
تحتوي هذه المقالة على أهم الأحداث التي شهدتها السعودية في 1991، والذي يوافق 14 جُمادى الآخرة 1411 حتى 24 جُمادى الآخرة 1412 هجري . إضافة إلى أهم الشخصيات السعودية التي وُلدت أو تُوفيت في هذه السنة.

## السياسة

### الحكم
الملك: فهد بن عبد العزيز آل سعود

## أحداث
- مجموعة من صواريخ سكود تصيب ثكنات للجيش الأمريكي في مدينة الظهران بالمملكة العربية السعودية وتقتل 29 جنديا أمريكيا وتصيب 99 آخرين . [1]

### يناير
- 9: اكتمال تنفيذ مشروع كورنيش المنطقة الشرقية بتكلفة 250 مليون ريال . [2]
- 16: ارتفاع أسعار النفط غلى 31 دولار للبرميل في نيويورك و 28 دولار في آسيا . [3]
- 16: الأمير عبدالإله بن عبدالعزيز أمير منطقة القصيم يقيم المهرجان الشعبي الكويتي في منطقة القصيم - بريدة من تنظيم اللجنة الأهلية الكويتية الشعبية تحت اسم : من أجل الكويت الحرة . [3]

- 17: انطلاق عملية عاصفة الصحراء من الأراضي السعودية.

### فبراير
- 5: تعرض سيارة يستقلها عسكريين سعوديين و أمريكيين تتعرض لطلقة نارية من مجهول في مدينة جدة نتج عنه إصابة بعض ركابها بإصابات طفيفة ناتجه عن شظايا زجاج نافذة السيارة . [4] وأعلن لاحقًا القبض على المهاجمين جميعًا وكانوا من الجنسية الفلسطينية . [5]
- 5: خادم الحرمين الشريفين يعرب عن تقديره للإنتصار الذي حققته القوات السعودية والمساندة لها في مدينة الخفجي لدى ترؤسه جلسة مجلس الوزراء . [6] [7]
- 8: ناطق عسكري في القيادة المشتركة ومسرح العمليات أنه في الساعه 2 من بعد منتصف الليل أطلق المعتدي العراقي صاروخًا من نوع سكود تجاه مدينة الرياض وقد تم تفجيره في الجو . [8]
- 9: بيان صحفي من مركز الاستجابة للتلوث بالزيت يوضح أن المسح الجوي قد أوضح أن التلوث النفطي جراء حرب الخليج قد تحرك قليلًا من موقعه شمال منيفه إلى نقطع شرق تناجيب كما تمت مشاهدة عدد من البقع الكبيرة من الزيت متجهة إلى الجنوب الشرقي ويمكن أن تهدد جزيرة أبو علي والتي تعد منطقة بيئة هامة . [9]
- 11: التطهير الكامل لمدينة الخفجي السعودية من وجود القوات العراقية بعد تدمير 94 مدرعة عراقية و استسلام 500 أسير عراقي . [10]
- 12: تخريج دورة الضباط المتقدمة وبعض الدورات للفنيين بالقوات الجوية والمتخرجين م المدرسة التخصصية في مشروع حارس السلام المتعلقة بمنظومة الإنذار المبكر (ايواكس). [11]
- 13: وزير المعارف ووزير التعليم بالنيابة عبدالعزيز الخويطر يصرح عن تأجيل الدراسة في جميع مدارس البنين والبنات والجامعات والمعاهد في جميع  المراحل الدراسية بالمملكة . [12]
- 15: الشركة الموحدة للكهرباء تزود 217 قرية و هجرة بمنطقة الرياض بخطوط الطاقة الكهربائية بتكلفة كلية للمشاريع المنفذة بمبلغ 140 مليون ريال و مسافة طولية تبلغ 1235 كم . [13]
- 15: ناطق عسكري في قيادة القوات المشتركة ومسرح العمليات عن اطلاق المعتدي العراقي صاروخين من طراز سكود في اتجاه المنطقة الشمالية سقط أحدهما بالقرب من حفر الباطن في حي مدني ونتج عن ذلك احتراق ثلاث سيارات و منزل صغير وورشة ولم تحدث اصابات في الأرواح كما سقط الصاروخ الثاني في نفس المنطقة و أسفر عن تحطم زجاج أحد المنازل . [14]
- 17: ناطق عسكري في قيادة القوات المشتركة و مسرح العمليات يصرح أن المعتدي العراقي أطلق صاروخًا من نوع سكود في اتجاه مدينة الجبيل وأنه سقط بالبحر قبالة الجبيل . [15]

- 28: نهاية حرب الخليج الثانية والتي بدأت في 1990.

### مارس
- 1: رفع العلم السعودي على سفارة المملكة العربية السعودية في دولة الكويت بعد تحريرها . [16]
- 21: مصلحة المياه والصرف الصحي بالمنطقة الغربية تنفذ مشروع خزان للمياه بعرفات يتسع عشرين ألف متر مكعب من المياه تبلغ تكلفته الإجمالية 9 ملايين ريال لخدمة ضيوف الرحمن . [17]
- 23: بدء تشغيل أول خط بري لنقل الركاب بين المملكة العربية السعودية ودولة قطر خلال رحلات منتظمة لحافلات الشركة السعودية للنقل الجماعي (سابتكو) بمعدل رحلة اسبوعيا كبداية لهذه الخدمة . [18]
- 27: زراعة ست كلى لمرضى محتاجين تبرع بها ذوو ثلاثة مواطنين سعوديين توفوا دماغيا في مستشفى الملك عبدالعزيز في مدينة جدة . [19]

### يوليو
- 11: الخطوط الجوية النيجيرية رحلة 2120

## مواليد

### يناير
- 5: عوض خريص لاعب كرة قدم سعودي.
- 7: عبدالعزيز لادان منافِس أوليمبي سعودي.
- 8: ماهر عثمان لاعب كرة قدم سعودي.
- 16: بندر البيشي لاعب كرة قدم سعودي.
- 20: أحمد المالكي لاعب كرة قدم سعودي.
- 20: مروان مادو لاعب كرة قدم سعودي.

### فبراير
- 6: عبد العزيز العازمي لاعب كرة قدم سعودي.
- 8: موسى العوفي لاعب كرة قدم سعودي.
- 10: محمد الطويل لاعب كرة قدم سعودي.
- 20: فارس آل حترش لاعب كرة قدم سعودي.
- 23: متعب النجراني لاعب كرة قدم سعودي.
- 27: مازن أبو شرارة لاعب كرة قدم سعودي.

### مارس
- 2: راضي المطيري لاعب كرة قدم سعودي.
- 2: داليا مبارك مغنية سعودية.
- 6: عبد الله الجدعاني لاعب كرة قدم سعودي.
- 9: سعيد المولد لاعب كرة قدم سعودي.
- 12: مراد الرشيدي لاعب كرة قدم سعودي.
- 24: ماجد منصور المطيري لاعب كرة قدم سعودي.
- 26: منصور شراحيلي لاعب كرة قدم سعودي.
- 28: داوود آل سعيد لاعب كرة قدم سعودي.

### أبريل
- 27: ماجد عسيري لاعب كرة قدم سعودي.

### مايو
- 8:
  - أحمد الكسار لاعب كرة قدم سعودي.
  - يحيى الشهري لاعب كرة قدم سعودي.
- 13: عبد الله العويشير لاعب كرة قدم سعودي.
- 14: طارق عبد العزيز لاعب كرة قدم سعودي.
- 16: إبراهيم غالب لاعب كرة قدم سعودي.
- 20: محمد مجرشي لاعب كرة قدم سعودي.
- 26: علي مدحلي لاعب كرة قدم سعودي.

### يونيو
- 8: فهد مقبل الرشيدي لاعب كرة قدم سعودي.

### يوليو
- 1: مشعل العنزي لاعب كرة قدم سعودي.
- 2: أحمد الزين لاعب كرة قدم سعودي.
- 3: فيصل درويش لاعب كرة قدم سعودي.
- 17:
  - إسماعيل المغربي لاعب كرة قدم سعودي.
  - حسن جعفري لاعب كرة قدم سعودي.
- 21: عبد العزيز مجرشي لاعب كرة قدم سعودي.

### أغسطس
- 6: سالم الخيبري لاعب كرة قدم سعودي.
- 7: عبد الرحمن السعيد لاعب كرة قدم سعودي.
- 10: أحمد الجيزاني لاعب كرة قدم سعودي.
- 13: يحيى دغريري لاعب كرة قدم سعودي.
- 17: خالد الحامضي لاعب كرة قدم سعودي.
- 19: سالم الدوسري لاعب كرة قدم سعودي.
- 22:
  - مبارك وجدي لاعب كرة قدم سعودي.
  - مهند الفارسي لاعب كرة قدم سعودي.

### سبتمبر
- 11: أمير كردي لاعب كرة قدم يوناني.
- 14: أحمد عسيري لاعب كرة قدم سعودي.
- 24: ماجد الخيبري لاعب كرة قدم سعودي.

### أكتوبر
- 16: سليمان الدوسري لاعب كرة قدم سعودي.
- 26: فهد الجهني لاعب كرة قدم سعودي.
- 28: سلطان الشمري لاعب كرة قدم سعودي.
- 30: صالح القميزي لاعب كرة قدم سعودي.

### نوفمبر
- 1: علي الزقعان لاعب كرة قدم سعودي.
- 6: مبارك البيشي لاعب كرة قدم سعودي.
- 12: أحمد عبد الله لاعب كرة قدم سعودي.
- 24: عبدالله حمدان الشمري لاعب كرة قدم سعودي.
- 25: عبد العزيز تكروني لاعب كرة قدم سعودي.
- 26: محمد العمري لاعب كرة قدم سعودي.

### ديسمبر
- 13:
  - راضي الراضي لاعب كرة قدم سعودي.
  - معن خضري لاعب كرة قدم سعودي.
- 15: هزاع الهزاع لاعب كرة قدم سعودي.
- 20: ياسر الفهمي لاعب كرة قدم سعودي.
- 26: سلطان الشريف لاعب كرة قدم سعودي.
- 31: محمد الواكد لاعب كرة قدم سعودي.

## وفيات
- إبراهيم خليل علاف، شاعر سعودي (و. 1931).

### أكتوبر
- 28: أكرم عجة، رجل أعمال سعودي (و. 1918).

### ديسمبر
- 30: عبد المجيد بن سعود بن عبد العزيز آل سعود (و. 1943).